# Лучний (заказник)
Лу́чний — гідрологічний заказник місцевого значення в Україні. Розташований у межах Локачинського району Волинської області, між селами Коритниця та Козлів.
Площа 1007 га. Статус надано 1995 року. Перебуває у віданні: Коритницька, Козлівська, Дорогиничівська, Старозагорівська, Конюхівська, Привітненська, Заячицівська сільські ради.
Статус надано для збереження цінного лучно-водно-болотяного масиву в долині річки Свинарки. Природоохоронна територія простягається вздовж річки на 21 км, і має ширину бл. 300 метрів. Є 13 джерел, що живлять річку, 318 га. ставків. У прибережній смузі зростають: верба козяча, вільха чорна, крушина, очерет, рогіз широколистий.
Багатий тваринний світ. Водяться рідкісні види: чернь білоока, лунь польовий, журавель сірий, видра річкова (занесені до Червоної книги України).